# Східне узбережжя США
37°01′24″ пн. ш. 77°22′10″ зх. д. / 37.02332° пн. ш. 77.36954° зх. д.

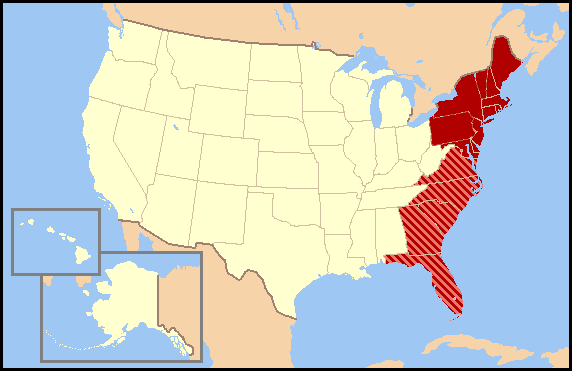
Східне узбережжя

Східне узбережжя США (також Східне Узбережжя або Східне Узмор'я; англ. East Coast; англ. Eastern Seabord) — історико-географічний регіон США, що охоплює східні штати, що мають вихід до Атлантичного океану, від кордону з Канадою на півночі до півострова Флорида на півдні. Низовини вздовж берегів океану і його численних заток та естуаріїв річок поступово звужуються при русі на північ. Із заходу регіон обмежують гори Аппалачі.

## Історія
Ця область, особливо штат Вірджинія, є колискою американської культури в її сучасному англо-саксонському розумінні. Північна половина цієї області, де виникли перші 13 колоній, які отримали незалежність від Великої Британії в 1783, найчастіше складають власне Східне узбережжя. Для уточнення використовується термін Північно-східні штати США, у складі яких виділяється Нова Англія. Південна половина цієї області, заселена та освоєна вже в наш час в XIX-ХХ ст., може зараховуватися як до Півдня США (Флорида) так і до південного сходу (Джорджія, Північна Кароліна, Південна Кароліна). За деякий час до цього безуспішні спроби колонізувати дану територію робили Іспанія та Франція.

## Міста
Головні міста східного узбережжя: Бостон, Портленд, Провіденс, Гартфорд, Нью-Йорк, Ньюарк, Баффало, Олбані, Філадельфія, Балтимор, Вашингтон, Річмонд, Норфолк, Ролі, Шарлотт, Колумбія, Чарлстон, Атланта, Саванна, Джексонвілл, Орландо, Тампа та Маямі. Населення цієї області, що тягнеться від Мену до Флориди, у 2008 становило приблизно 111 508 688 осіб (близько 36% від загальної чисельності населення країни). Узбережжя також страждає від тропічних ураганів, коли настає щорічний сезон атлантичних ураганів (з 1 червня до 30 листопада).
| США | Це незавершена стаття з географії США. Ви можете допомогти проєкту, виправивши або дописавши її. |